# Beatrix van Sicilië (1260–1307)
Beatrix van Sicilië of Beatrice di Sicilia (Palermo, 1260 - Markgraafschap Saluzzo, 1307) was een Siciliaanse prinses. In 1296 werd ze markiezin gemalin van Saluzzo.
Beatrix was de dochter van Manfred van Sicilië en zijn vrouw Helena Angelina Doukaina. Na de slag bij Benevento op 26 februari 1266, en de dood van haar vader, werd Beatrix samen met haar familie opgesloten in Napels. Na 1271 werd ze overgeplaatst naar Napels. Beatrix herwon haar vrijheid pas in 1284, na de Slag om de Golf van Napels, dankzij Roger van Lauria. 
In 1286 trouwde Beatrix met Manfred IV, zoon van Thomas I, Markies van Saluzzo. In 1296, na de dood van zijn schoonvader, werd zij markiezin-gemalin van Saluzzo.
Beatrix stierf in 1307.

## Nakomelingen
Manfred en Beatrix kregen twee kinderen:
- Frederik I van Saluzzo;
- Catharina van Saluzzo. Getrouwd met William Enganna, Heer van de Barge.